# Gioseffo Zarlino
Gioseffo Zarlino (Chioggia, 31 de janeiro de 1517 – Veneza, 4 de fevereiro de 1590) foi um teórico musical e compositor italiano da Renascença. Foi, possivelmente, o mais famoso teórico musical ao lado de Aristóxenes e Rameau, e trouxe grande contribuição para a teoria do contraponto e da afinação dos instrumentos musicais.

## Obras e influência
Uma vez que era um compositor moderadamente produtivo, e seus motetos são polidos e exibem um domínio de contraponto canônico, seu principal crédito para fama foi seu trabalho como teórico. Enquanto Pietro Aaron pode ter sido o primeiro teórico a descrever uma versão do mesotônico, Zarlino parece ter sido o primeiro a fazê-lo com exatidão, descrevendo o mesotônico de coma de 2/7 em seu Le istitutioni harmoniche em 1558.

## Publicações
- Istitutioni Harmoniche (1558)
- Dimostrationi Harmoniche (1571)
- Sopplimenti musicali (1588)